# آتشفشان متانا
آتشفشان متانا (به لاتین: Methana Volcano) یک آتشفشان و شبه‌جزیره در یونان است که در Methana, Greece واقع شده‌است. آتشفشان متانا ۷۶۰ متر بالاتر از سطح دریا واقع شده‌است.